# Hendrik Christian Andersen
Hendrik Christian Andersen (Bergen, 17 aprile 1872 – Roma, 19 dicembre 1940) è stato uno scultore, pittore e urbanista statunitense, di origine norvegese.
Andersen nacque a Bergen (Norvegia) nel 1872, ed emigrò da bambino con la famiglia a Newport (Rhode Island) l'anno seguente. Nel 1893, Andersen viaggiò in Europa per studiare arte e finì per stabilirsi per il resto della sua vita a Roma.
Qui entrò nelle grazie di altri artisti, come pure di diversi facoltosi espatriati, e poté grazie a loro perseguire il suo lavoro.

## La città mondiale
La scultura di Andersen, i dipinti e gli scritti dimostrano una grande passione per opere grandiose, monumentali e di ispirazione classica, che Andersen credeva stimolasse nell'osservatore un desiderio di automiglioramento.
Gran parte del suo lavoro è stata svolta come preparazione al progetto di una perfetta World city, la "Città-Mondiale", colma d'arte, e che avrebbe motivato l'umanità a perseguire uno stato quasi utopico.
La sua filosofia urbanistica divenne evidente nel 1913 con l'opera A World Center of communication. Questo enorme tomo del peso di oltre 5 kg, scritto con Ernest Hébrard, era l'evoluzione di uno scritto precedente di Andersen, The fountain of Life.
Il nucleo del lavoro di Andersen consisteva nella credenza che l'arte, e soprattutto l'arte monumentale, potesse portare al mondo pace e armonia. Il progetto chiedeva la creazione di una capitale mondiale. La città sarebbe stata: «una fontana di conoscenza strabordante da nutrire con gli sforzi di tutto il mondo nell'arte, nella scienza, nella religione, il commercio, l'industria e la legge; in cambio avrebbe diffuso la conoscenza a tutta l'umanità come se fosse un immenso, divino organismo concepito da Dio, il requisito vitale che ne avrebbe mantenuto la forza, protetto i diritti e permesso di raggiungere nuove altezze attraverso una concentrazione degli sforzi di tutto il mondo».
È evidente nel trattato di Andersen la filosofia secondo cui l'arte può cambiare l'umanità e produrre la perfezione.
Sebbene ampiamente criticati dagli altri urbanisti dell'epoca per la sua ingenuità politica unita a un'enfasi eccessiva sulla monumentalità, i suoi lavori dimostrano una comprensione dei conflitti sociali e politici conseguenti alla diffusione dell'aggressivo nazionalismo dei primi decenni del XX secolo, e cercava di usare l'arte per una ricerca di un mondo utopico.
La visione del potere dell'arte e dell'architettura nel trasformare la società può essere vista come un'anticipazione di concetti simili avanzati nel XX secolo da diversi urbanisti come Le Corbusier nella sua "Città Contemporanea".

## Rapporti con Henry James
Nel 1899 Andersen incontrò Henry James, lo scrittore e patriota statunitense. Sebbene James fosse di circa 30 anni più vecchio, i due svilupparono un'intensa relazione che durò fino alla morte di James nel 1916. Sebbene la natura precisa di questa relazione sia ancora soggetta a controversie, i due si scambiarono numerose lettere che mostrano un legame molto stretto anche di carattere omoerotico, forse meglio illustrato da una lettera di James ad Andersen in seguito alla morte del fratello di quest'ultimo il 9 febbraio 1902, nella quale James scrisse:
Colm Tóibín nel suo romanzo del 2004, The Master ha utilizzato materiali da diverse fonti per esplorare ed esaminare approfonditamente gli inizi del rapporto tra James e Andersen.

## Il Museo Hendrik Christian Andersen
Andersen morì a Roma nel 1940, donando la sua casa ("Villa Hélène"), lo studio, i documenti e più di 400 lavori al Governo Italiano.
La sua casa è stata restaurata e convertita in museo (è in via Pasquale Stanislao Mancini 20 - piazzale Flaminio. È aperto al pubblico da lunedì a sabato dalle 9:30 alle 19:30 con ingresso consentito fino alle 19:00).
Il museo contiene gran parte dei lavori di Andersen, oltre a quelli di altri artisti e fotografi contemporanei, suoi amici e conoscenti.

## Tomba
Andersen è sepolto al cimitero acattolico di Roma.

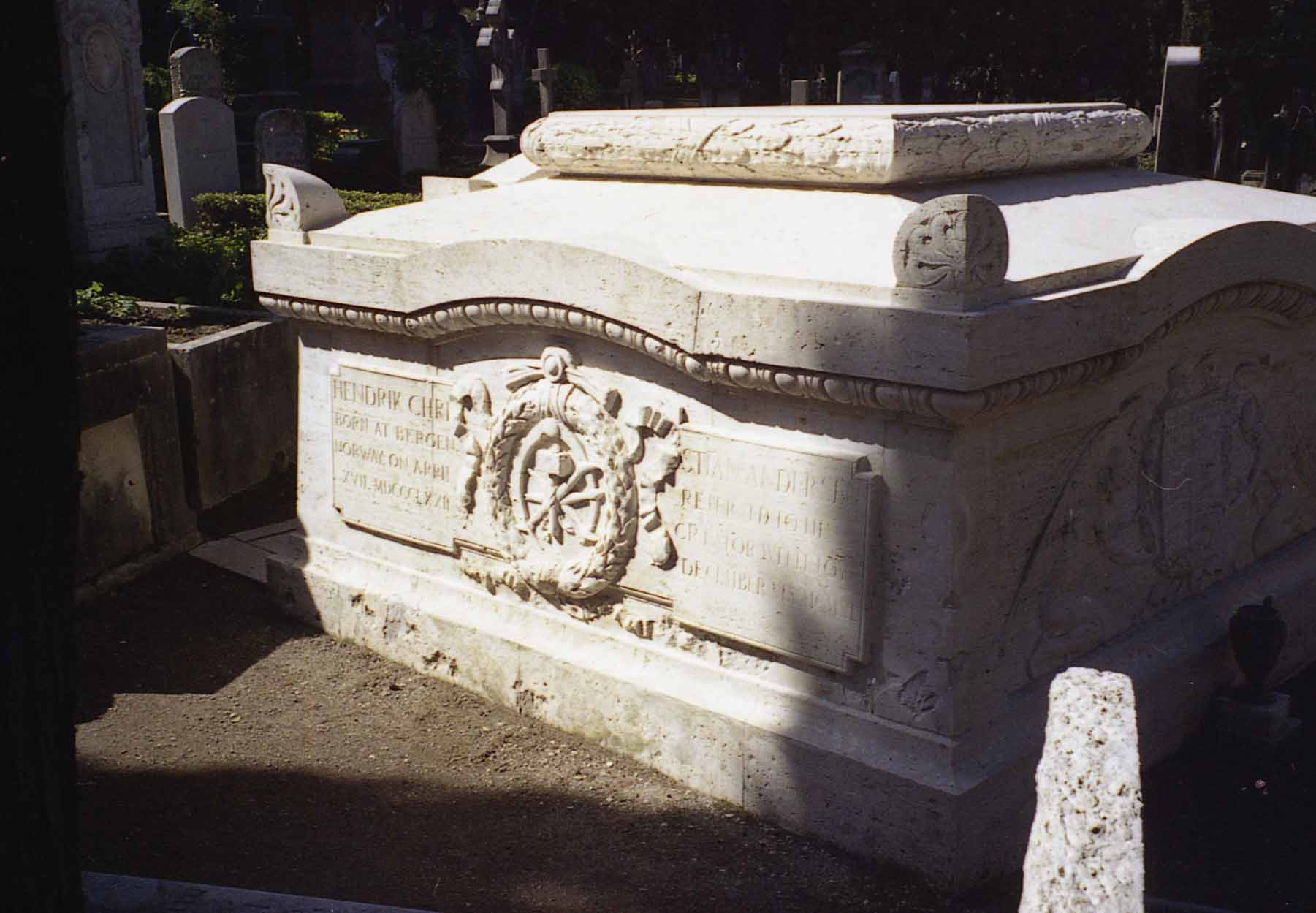
La tomba di Andersen a Roma

## Archivio
L'archivio di Hendrik Christian Andersen è conservato nello studio-abitazione dell'artista, lasciato in eredità, dallo stesso Andersen, allo Stato italiano nel 1940 e oggi sede del il Museo Hendrik Christian Andersen. La donazione è stata formalizzata solo nel 1978, anno della scomparsa di Lucia Andersen, sorella adottiva dell'artista e usufruttuaria del lascito. ll fondo è costituito da lettere, autografi, diari, locandine, materiale a stampa, materiale fotografico, materiale librario. Il fondo verte principalmente sulla preparazione e diffusione dell'utopico progetto dello scultore del "World Centre of Communication", attraverso una fitta corrispondenza con rappresentanti di governo, istituzioni e personalità varie della cultura internazionale. È inoltre conservata la trascrizione dattiloscritta dallo stesso Andersen delle lettere ricevute tra il 1899 e il 1915 dall'amico Henry James (gli originali, già in casa Andersen, furono venduti nel 1954-55 dalla sorella Lucia Andersen attraverso Sotheby's Londra). L'archivio Andersen contiene anche i diari di Olivia Cushing (dal 1882 al 1917), vedova del fratello dell'artista Andreas e convivente di Hendrik a Roma dal 1903.